# Oñatz
Oñatz es un barrio del municipio español de Azpeitia, perteneciente a la provincia de Guipúzcoa, en la comunidad autónoma del País Vasco.

## Toponimia
El lugar puede aparecer referido con las grafías «Oñatz» y «Oñaz».

## Historia
Hacia mediados del siglo XIX, el lugar ya pertenecía a Azpeitia. Aparece descrito en el duodécimo volumen del Diccionario geográfico-estadístico-histórico de España y sus posesiones de Ultramar de Pascual Madoz con las siguientes palabras:

OÑAZ: barrio en la prov. de Guipúzcoa, part. jud. y térm. de Azpeitia (3/4 de leg.): está sit. sobre el monte de su nombre, al S. de la espresada v. Tiene una ermita dedicada á San Juan Bautista, á la que tiene obligacion de concurrir á decir misa todos los dias festivos uno de los 4 beneficiados menores del cabildo ecl. de Azpeitia.
(Madoz, 1849, p. 289)